# Антибиссектриса
Антибиссектри́са угла треугольника (от лат. anti,  bi- «двойное» и sectio «разрезание») — определенный луч с началом в вершине угла, делящий угол на два угла.
Антибиссектриса внутреннего угла — геометрическое место точек внутри угла, расстояния которых до двух сторон угла обратно пропорциональны квадратам этих сторон.
В треугольнике под антибиссектрисой угла может также пониматься отрезок антибиссектрисы этого угла до её пересечения с противолежащей стороной.

## Замечание
Как и биссектрисы, антибиссектрисы можно провести не только к внутренним, но и к внешним углам треугольника. При этом сохраняется свойство их взаимной изотомичности или изотомической сопряжённости.  

## История
Антибиссектрисы треугольника впервые введены О́канем (D’Ocagne).

## Свойства
- Теорема об антибиссектрисе: Антибиссектриса внутреннего угла треугольника делит противоположную сторону в отношении, обратно пропорциональном длинам двух прилежащих к ней сторон.
- Антибиссектриса внутреннего угла треугольника делит противоположную сторону изотомически по отношению к биссектрисе того же угла.
- Две чевианы (прямые) треугольника, будучи проведенными из одной вершины, основания которых равноудалены от середины стороны, которую они пересекают, называются изотомически сопряжёнными или изотомическими. Биссектриса и антибиссектриса одного внутреннего угла треугольника изотомически сопряжены друг другу.
- Антибиссектрисы внутренних углов треугольника пересекаются в одной точке — центре антибиссектрис.
- Отрезки сторон треугольника, заключенные между прямыми, проведёнными через центр антибиссектрис параллельно сторонам, равны между собой.
- Антибиссектриса треугольника проходит через основание биссектрисы дополнительного треугольника.